# HMS Audacity
HMS Audacity var ett brittiskt eskorthangarfartyg under andra världskriget och det första av sitt slag som tjänstgjorde i Royal Navy. Hon var ursprungligen det tyska handelsfartyget Hannover, som britterna erövrade i Västindien i mars 1940 och döpte om till Sinbad, och därefter Empire Audacity. Hon konverterades och togs i bruk som HMS Empire Audacity, därefter som HMS Audacity. Hon torpederades och sänktes av en tysk ubåt i slutet av 1941.

## Historia

### Hannover

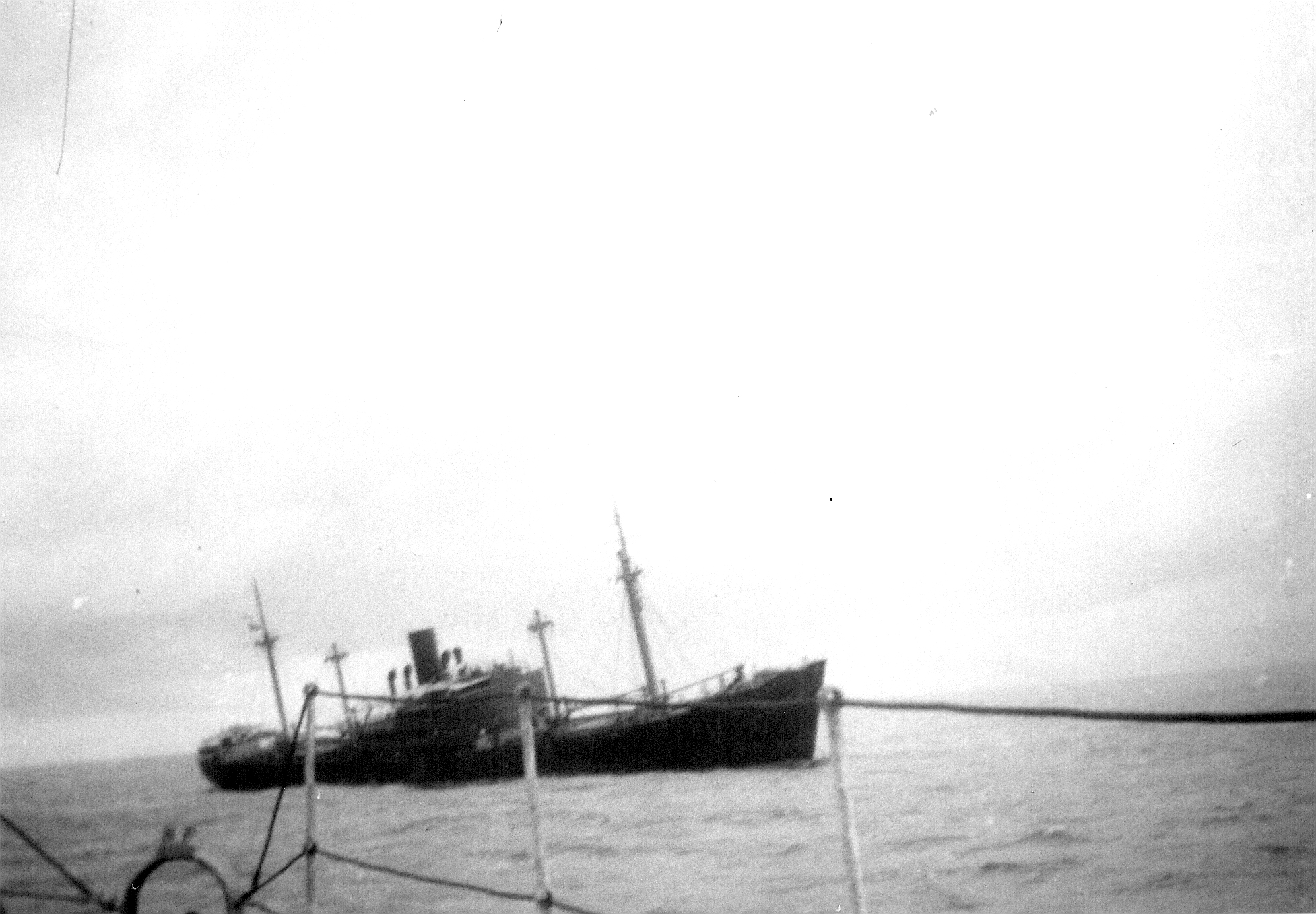
SS Hannover med slagsida innan hon togs av Royal Navy 6 mars 1940.

Hannover var ett lastfartyg på 5 537 registerton som byggdes av Bremer Vulkan Schiff- und Maschinenbau, Vegesack och sjösattes 29 mars 1939. Hon ägdes av Norddeutscher Lloyd och transporterade bananer från Västindien till Tyskland. Hannovers registreringshamn var Bremen. När andra världskriget började sökte Hannover tillflykt på Curaçao i Nederländska Antillerna. I mars 1940 försökte Hannover återvända till Tyskland som blockadbrytare. Hon siktades mellan Hispaniola och Puerto Rico natten mellan 7 och 8 mars av den lätta kryssaren Dunedin och den kanadensiska jagaren HMCS Assiniboine. Hannover beordrades att stanna, men ignorerade ordern och försökte nå Dominikanska republikens neutrala vatten. När Dunedin och Assiniboine gensköt Hannover beordrade kapten Wahnschaff att bottenventilerna skulle öppnas och att fartyget skulle sättas i brand. En bordningsgrupp från Dunedin stängde ventilerna och Hannover togs på släp. Det tog dock fyra dagar för bärgningsbesättningen att släcka branden. Hannover bogserades sedan till Jamaica och anlände 11 mars.

### Sinbad
Hannover döptes om till Sinbad, fick ett officiellt brittiskt nummer och nya kodbokstäver. Hennes registreringshamn ändrades till Kingston, Jamaica, under brittisk flagg. 29 tunnor med inlagda fårskinn ingick i hennes last, vilka erbjöds till försäljning genom anbud i augusti 1940 till följd av att de förklarats som krigsbyte.

### Empire Audacity
Sinbad döptes om till Empire Audacity som ett av krigstransportministeriets Empire-skepp (fartyg ägda av den brittiska staten) och togs i bruk som ett patrullfartyg 11 november för att upprätthålla blockaden mot Tyskland. Hennes registreringshamn ändrades till London. Hon placerades under ledning av Cunard White Star Line Ltd. Den 22 januari 1941 skickades hon till Blyth Dry Docks & Shipbuilding Co Ltd, Blyth för att byggas om till eskorthangarfartyg. Storbritannien hade inte tillräckligt med hangarfartyg och sjöfarten var sårbar för attacker från ubåtar i den mellanatlantiska klyftan, dit inga landbaserade flygplan kunde nå. Amiralitetet beslutade att små hangarfartyg var en del av lösningen och lät bygga om ett antal handelsfartyg, däribland Empire Audacity. Empire Audacity togs i bruk 17 juni 1941. Hon var Royal Navys första eskorthangarfartyg.

### HMS Empire Audacity
Den första landningen på fartyget gjordes av en Grumman Martlet från 802 Naval Air Squadron (FAA) 10 juli. En grupp flygplan var baserade på Empire Audacity mellan 19 och 21 juli. Alla hennes flygplan var tvungna att förvaras på flygdäcket, eftersom ingen hangar hade byggts då flottan ville få fartyget i tjänst så fort som möjligt. Amiralitetet ogillade hennes handelsnamn, och HMS Empire Audacity döptes om till HMS Audacity 31 juli 1941.

### HMS Audacity
Audacity togs i tjänst med åtta Martlets från No. 802 Squadron FAA ombord. Användningen av enbart jaktplan var ett stort avsteg från senare praxis, där huvudkomponenten var ubåtsjaktsflygplan, men hon användes för att stödja Gibraltarkonvojer och det enda upplevda hotet var det tyska spanings-/bombflygplanet Focke-Wulf Fw 200 Condor.
Audacity eskorterade fyra konvojer under sin korta karriär.
OG 74
Konvoj OG 74 avgick från Storbritannien 13 september 1941. En vecka senare, 21 september, attackerades konvojen av ett tyskt Condor-bombplan, vars bomber träffade konvojens räddningsfartyg Walmer Castle. Ett jaktplan från Audacity lyckades skjuta ner bombplanet. Skadorna på Walmer Castle var omfattande, och hon var tvungen att sänkas av en eskorterande korvett.
HG 74
Konvoj HG 74 seglade från Gibraltar 2 oktober och anlände till Clyde 17 oktober. Resan var händelselös.
OG 76
Konvoj OG 76 avgick 28 oktober mot Gibraltar. Under resan sköt Martlets från Audacity ner fyra Condorer, varav en var Eric "Winkle" Browns första seger i luften. En Martlet gick förlorad.
HG 76
Konvoj HG 76 avgick från Gibraltar 14 december. Audacity hade då endast fyra Martlet-flygplan i ombord. Konvojen attackerades av 12 ubåtar. Martlets från Audacity sköt ner två Condor-flygplan. U-131 attackerades 7 december. U-131 sköt ner en Martlet med sin däckskanon, men kunde inte dyka efter attacken och sänktes av sin besättning, som togs till fånga.
När Audacity lämnade konvojen natten till 21 december avfyrade ett av handelsfartygen en nödraket som avslöjade hennes silhuett för de tyska ubåtarna. Ubåtarna hade fått särskilda order att sänka Audacity eftersom hon hade orsakat mycket problem för tyskarna både till sjöss och i luften. Den första torpeden som avfyrades av U-751 under Kapitänleutnant Gerhard Bigalk träffade henne i maskinrummet och hon började sjunka i aktern. De två följande torpederna orsakade en explosion av flygbränslet som förstörde hennes bog. Audacity sjönk cirka 430 nautiska mil (800 km) väster om Kap Finisterre vid 43°45′N 19°54′W. Hon sjönk på 70 minuter. 73 ur hennes besättning dödades. De överlevande plockades upp av korvetterna Convolvulus, Marigold och Pentstemon. Den tyska befälhavaren hade förväxlat henne med ett 23 000 ton tungt hangarfartyg av Illustrious-klassen, vars förlisning tillkännagavs av nazistiska propagandakällor. I verkligheten var Audacity ett eskortfartyg på endast 11 000 ton.
Audacity hade opererat utanför konvojen, ett förfarande som senare förbjöds av amiralitetet eftersom det var för riskabelt.

## Modell

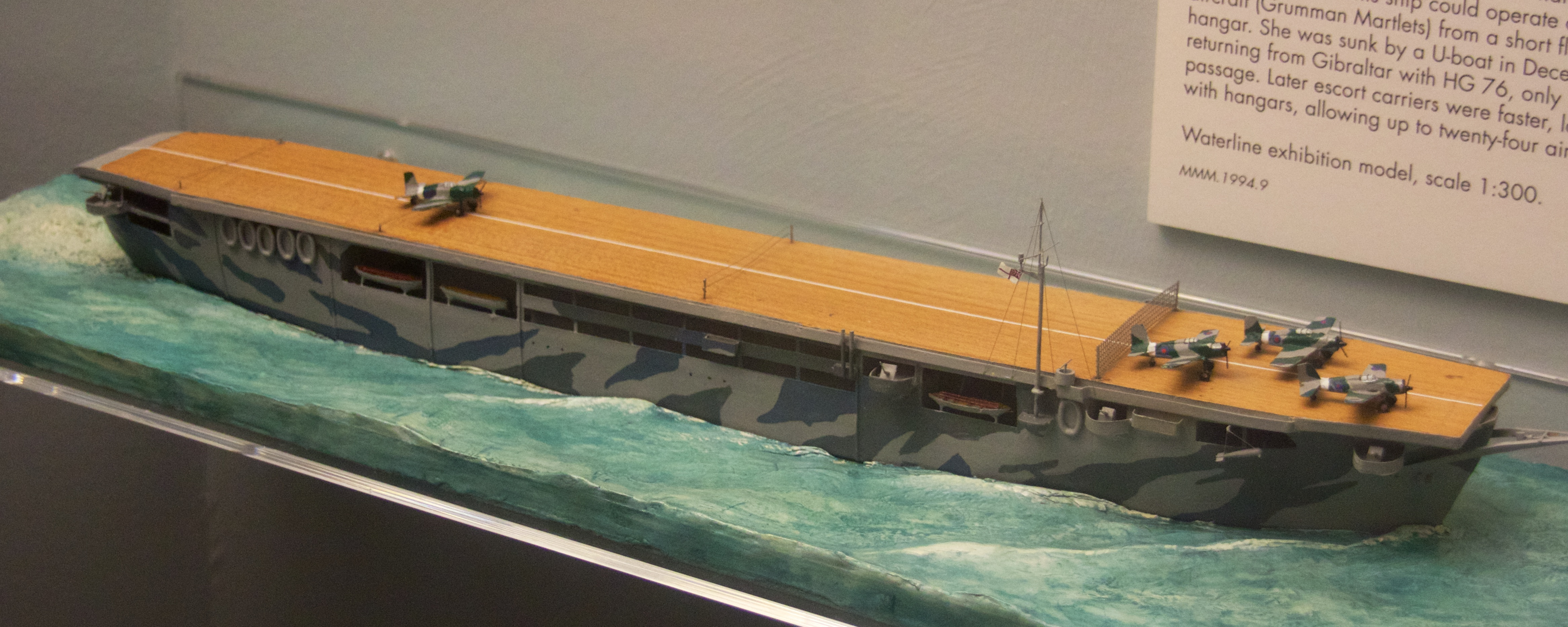
Modell av Audacity i Merseyside Maritime Museum.

En modell av HMS Audacity finns att se på Merseyside Maritime Museum.